# The Edge of Glory
"The Edge Of Glory"는 미국의 가수 레이디 가가의 노래로 가가의 두 번째 정규 음반 Born This Way의 세 번째 싱글로 발매되었다. "The Edge Of Glory"는 2011년 5월 17일 공식적으로 싱글로 발매되었는데, 그 이전에는 프로모션 싱글로써 2011년 5월 9일 미국의 라디오와 디지털 다운로드로 발매했다. 이 노래는 빌보드 핫 100 3위로 데뷔했다.

## 곡 목록
| Digital download 1. "The Edge of Glory" – 5:20 German CD single 1. "The Edge of Glory" (Radio edit) – 4:20 2. "The Edge of Glory" (Cahill Club mix) – 7:26 | The Edge of Glory – The Remixes 1. "The Edge of Glory" (Sultan & Ned Shepard remix) – 6:34 2. "The Edge of Glory" (Funkagenda remix) – 7:53 3. "The Edge of Glory" (Bare Noize remix) – 3:48 4. "The Edge of Glory" (Porter Robinson remix) – 6:40 5. "The Edge of Glory" (Cahill Club remix) – 7:27 6. "The Edge of Glory" (Foster the People remix) – 6:10 |

## 발매 일정
| 국가     | 일정            | 포맷              |
| -------- | --------------- | ----------------- |
| 미국     | 2011년 5월 9일  | 디지털 다운로드   |
| 영국     | 2011년 5월 9일  | 디지털 다운로드   |
| 한국     | 2011년 5월 9일  | 디지털 다운로드   |
| 이탈리아 | 2011년 5월 13일 | 에어플레이        |
| 미국     | 2011년 5월 17일 | 메인스트림 라디오 |

## 노래 탄생 이야기
'The Edge of Glory'는 레이디 가가의 할아버지를 위해 만들어졌다고 한다. 가가의 할아버지의 장례식을 마친 후 아버지와 레이디 가가는 이 노래를 만들었다고 한다. 그리고 곡이 완성되자 부녀는 껴안고 울었다고 한다. 그만큼 애절하지만, 희망의 메시지를 전하는 이 노래는 레이디 가가가 이번 'Born This Way' 앨범 트랙 중 가장 좋아하는 트랙이라고 말한 적이 있다.